# 六氯化钨
六氯化钨是一种无机化合物，由钨和氯组成，化学式 WCl6。 在标准情况下，六氯化钨是一种深蓝色的挥发性固体。  在制备钨化合物时，它是一种重要的起始试剂。  其它电中性的六氯化物包括ReCl6和MoCl6。 高挥发性的WF6 也是已知的。
作为一个 d0 离子， W(VI) 会形成抗磁性的化合物。六氯化钨的结构是八面体形， W–Cl 键的键长为 2.24–2.26 Å。

## 制备
在 600 °C下，在密封的管里用氯气氯化钨金属可以取得六氯化钨：
W + 3 Cl2  →   WCl6

## 性质和反应
在室温下，六氯化物是一种蓝黑色固体。 在低温下，它会变成酒红色。六氯化钨的红色形式可以通过快速冷凝其蒸气而制得，该蒸气在缓慢加热下会恢复为蓝黑色形式。 它会水解成橙色的氯氧化物WOCl4和WO2Cl2，甚至三氧化钨。WCl6 可溶于二硫化碳、四氯化碳和三氯氧磷。
三甲基铝可以甲基化六氯化钨，形成六甲基钨：
WCl6 +3 Al2(CH3)6 → W(CH3)6 + 3 Al2(CH3)4Cl2
用丁基锂处理得到的试剂可用于环氧化物的脱氧。 
WCl6 的氯原子可以被很多配体替换，包括Br−，NCS−和RO−（R = 烷基、芳基）。
还原WCl6可以形成五氯化钨和四氯化钨。

## 安全性
WCl6 是一个腐蚀性的氧化剂，水解会产生氯化氢。